# Mijn vader is een detective: The Battle
Mijn vader is een detective: The Battle is een Nederlandse avonturen-/familiefilm die op 10 oktober 2012 in première ging, geregisseerd door Will Wissink.
Net als in de eerste 2 delen vertolkt Cees Geel weer de rol van Detective Max en Tjeerd Melchers van zijn zoon Sam.
Ellen ten Damme (Femke, moeder van Sam), Jasmin Pasteuning (Sterre), Rick Mackenbach (Ortwin), Tara Hetharia (Mara) en Beau van Erven Dorens (de baron) en Camilla Siegertsz (Hadewij) keren eveneens terug.
Gastrollen zijn er voor onder anderen: Jeronimo, Cynthia Abma, John van den Heuvel, Dean Saunders, Pearl Jozefzoon, Geert Timmers, Frank Awick en Jon Karthaus.

## Plot
Familiefilm waarin Sam en zijn vrienden meedoen aan een talentenjacht, terwijl vader Max wordt achtervolgd door een gevaarlijke crimineel. Terwijl Detective Max achtervolgd wordt door een wraakzuchtige crimineel, doen Sam en zijn vrienden met hun bandje mee aan de talentenjacht Top Stars. Met de getalenteerde Ortwin als frontman groeien zij al snel uit tot een van de favorieten. Hun concurrent is de gladde showman Marty die met zijn charmes zelfs hun goede vriendin Sterre lijkt in te palmen. Terwijl de jonge muzikanten steeds een ronde verder komen, krijgen zij in de gaten dat sommige deelnemers niet tegen hun verlies kunnen. Deze vermoedens worden bevestigd wanneer Ortwin vlak voor de finale plots verdwenen is. Alles wijst erop dat de aanstormende popster ontvoerd is. Derde deel in de 'Mijn vader is een detective'-filmreeks.

## Cast
| Acteur/Actrice        | Rol             |
| --------------------- | --------------- |
| Cees Geel             | Max             |
| Tjeerd Melchers       | Sam             |
| Rick Mackenbach       | Ortwin          |
| Jasmin Pasteuning     | Sterre          |
| Tara Hetharia         | Mara            |
| Jeronimo              | Marty           |
| Geert Timmers         | Ron             |
| Beau van Erven Dorens | Robin           |
| Ellen ten Damme       | Femke           |
| Sanne Vogel           | Floor           |
| Camilla Siegertsz     | Hadewij         |
| Loek Peters           | Berend          |
| Bob Fosko             | Koen            |
| Frank Awick           | Freddy          |
| Cynthia Abma          | Carina Castello |
| Jon Karthaus          | Presentator     |
| Stephan Evenblij      | Monteur         |
| Dean Saunders         | Jurylid         |
| Pearl Jozefzoon       | Jurylid         |
| Charly Prick          | Jurylid         |